# Stanisław Blaschke
Stanisław Kazimierz Blaschke (ur. 24 lutego 1916 we Lwowie, zm. 20 lipca 1988 w Katowicach) – polski inżynier, publicysta, autor książek.

## Życiorys
Był synem rzeźbiarza Engelberta Blaschke. Ukończył studia na Akademii Górniczo-Hutniczej. Już w czasie studiów został powołany na stanowisko zastępcy asystenta w Katedrze Geologii Ogólnej i Paleontologii. Był wybitnym specjalistą w zakresie przeróbki mechanicznej. Na AGH wykładał organizację i planowanie, gospodarkę wodną w zakładach przeróbczych oraz wzbogacanie grawitacyjne, najpierw w Katedrze Górnictwa III, a następnie w Katedrze Przeróbki Mechanicznej Kopalin. Członek licznych stowarzyszeń naukowych. Autor książek, artykułów, patentów i ekspertyz. Był Generalnym Dyrektorem Górnictwa. Nie udało mu się, mimo ogromnych wysiłków, przełamać oporu decydentów i doprowadzić do odsiarczania węgla przed spalaniem. Skutki ekologiczne, na które zwracał już wówczas uwagę, są znane., Miał trzech synów, wszystkich związanych z przeróbką mechaniczną węgla: Wiesława, Janusza i Stanisława Aleksandra.,
Pochowany został na Cmentarzu Rakowickim w Krakowie, w grobowcu rodzinnym.

## Odznaczenia
Został odznaczony Krzyżem Kawalerskim OOP, Złotym i Srebrnym Krzyżem Zasługi, wieloma nagrodami resortowymi.